# Kenya Takahashi
Kenya Takahashi (japanisch 高橋 建也 Takahashi Kenya; * 22. August 1995 in der Präfektur Shiga) ist ein japanischer Fußballspieler.

## Karriere
Kenya Takahashi erlernte das Fußballspielen in den Schulmannschaften der Imazu Middle School und der Yamanashi Gakuin High School sowie in der Universitätsmannschaft der Yamanashi Gakuin University. Seinen ersten Vertrag unterschrieb Takahashi am 1. Januar 2018 bei Albirex Niigata (Singapur). Der 2004 gegründete Verein ist ein Ableger des japanischen Zweitligisten Albirex Niigata. Der Verein spielt in der ersten singapurischen Liga, der Singapore Premier League. 2018 feierte er mit Albirex die Meisterschaft und den Gewinn des Singapore Cup. Das Endspiel gegen Brunei DPMM FC gewann man mit 4:1. Für Albirex stand er 24-mal in der ersten Liga auf dem Spielfeld.
Seit dem 1. Januar 2019 ist Kenya Takahashi vertrags- und vereinslos.

## Erfolge
Albirex Niigata (Singapur)
- Singapore Premier League: 2018
- Singapore Cup: 2018